# 钟敬之
钟敬之（1910年—1998年），男，浙江嵊县人，中国电影事业家、电影教育家，曾任北京电影学院党委书记、常务副院长、顾问，中国电影家协会常务理事。